# Olympische Jugend-Sommerspiele 2010/Teilnehmer (Gemischte Mannschaft)
| Gelbes Symbol für Goldmedaillen mit stilisierten Olympischen Ringen | Graues Symbol für Silbermedaillen mit stilisierten Olympischen Ringen | Braundes Symbol für Bronzemedaillen mit stilisierten Olympischen Ringen |
| ------------------------------------------------------------------- | --------------------------------------------------------------------- | ----------------------------------------------------------------------- |
| 9                                                                   | 8                                                                     | 11                                                                      |

Bei den I. Olympischen Jugend-Sommerspielen vom 14. bis 26. August 2010 in Singapur wurden in neun Sportarten Wettbewerbe mit gemischten Mannschaften ausgetragen, bei denen Athleten unterschiedlichen Geschlechts und/oder Nationalität gemeinsam antraten. Einige dieser Wettbewerbe fanden zum ersten Mal in dieser Form bei einem olympischen Turnier statt.
Die in gemischten Mannschaften gewonnenen Medaillen wurden im Medaillenspiegel eigens aufgeführt und nicht den Nationen der Athleten zugerechnet.

## Teilnehmer nach Sportarten

### Bogenschießen
Im Bogenschießen gab es neben den Einzelwettkämpfen auch einen Mixed-Wettbewerb, in dem jeweils ein Mädchen und ein Junge gemeinsam antraten. Insgesamt nahmen 32 Duos teil.
| Platz | Athleten                                                       |
| ----- | -------------------------------------------------------------- |
| 1     | Gloria Filippi Italien Anton Karoukin Belarus                  |
| 2     | Zoi Paraskevopoulou Griechenland Gregor Rajh Slowenien         |
| 3     | Begünhan Ünsal Türkei Abdud Dayyan Bin Mohamed Jaffar Singapur |

Die Deutsche Isabel Viehmeier ging mit dem Kanadier Timon Park ins Rennen, schied jedoch im Sechzehntelfinale aus. Gleiches galt für den Schweizer Axel Müller und seine Partnerin Laurie Lecointre aus Frankreich.

### Fechten
Im Mixed-Wettbewerb traten neun Teams gegeneinander an, in denen alle Fechtgeräte (Degen, Florett, Säbel) vertreten waren. Die Teams wurden nach zusammengestellt, wobei Europa vier Teams stellte, Amerika sowie Asien-Ozeanien jeweils zwei und Afrika eines.
| Platz | Team      | Athleten |
| ----- | --------- | --- |
| 1     | Europa 1  | Jana Jegorjan Russland Leonardo Affede Italien Marco Fichera Italien Alberta Santuccio Italien Camilla Mancini Italien Edoardo Luperi Italien                                         |
| 2     | Europa 2  | Anja Musch Deutschland Richard Hübers Deutschland Nikolaus Bodoczi Deutschland Martyna Swatowska Polen Wiktorija Alexejewa Russland Burak Babaoğlu Tevfik Türkei                      |
| 3     | Amerika 1 | Celina Merza Vereinigte Staaten Will Spear Vereinigte Staaten Alexandre Lyssov Kanada Katharine Holmes Vereinigte Staaten Alanna Goldie Kanada Alexander Massialas Vereinigte Staaten |

### Judo
Im Mixed-Wettbewerb starteten 91 von insgesamt 102 Judoka in zwölf Teams, die nach Städten benannt wurden.
| Platz | Land    | Athleten |
| ----- | ------- | --- |
| 1     | Essen   | Lesly Cano Peru Pedro Rivadulla Spanien Andrea Krišandová Slowakei Qairat Aghybajew Kasachstan Miku Tashiro Japan Daryl Lokuku Ngambomo Demokratische Republik Kongo Alex Maxell García Mendoza Kuba           |
| 2     | Belgrad | Anna Dmitrijewa Russland Jeremy Saywell Malta Jennet Geldibewa Turkmenistan Babacar Cissé Senegal Haley Baxter Neuseeland Otgonbajaryn Dölgöön Mongolei Lola Mansour Belgien Marius Piepke Deutschland         |
| 3     | Kairo   | Neha Thakur Indien Mansurxo'ja Mo'minxo'jayev Usbekistan Christine Huck AUT Ioan Vișan Rumänien Andrea Guillén Costa Rica Eldin Omerović Bosnien und Herzegowina Barbara Matić Kroatien Pedro Pineda Venezuela |
| 3     | Tokio   | Bae Seul-bi Südkorea Fabio Basile Italien Gaëlle Némorin Mauritius Patrik Ferreira Martins Andorra Rotem Shor Israel Kevin Fernández Honduras Ksenija Dartschuk Ukraine Batuhan Efemgil Türkei                 |

Die Deutsche Natalia Kubin wurde mit dem Team Osaka Fünfte. Michael Greiner aus Österreich wurde im Team Barcelona Neunter.

### Leichtathletik
Bei den Wettbewerben der Jungen wurde ein Staffellauf im schwedischen Stil durchgeführt: Der erste von vier Läufern lief 100 m, der zweite 200 m, der dritte 300 m und der vierte 400 m. Insgesamt wurde somit eine Distanz von 1 km gelaufen. In diesem Wettbewerb gingen 20 Athleten in fünf kontinentalen Viererteams ins Rennen.
| Platz | Land     | Athlet |
| ----- | -------- | --- |
| 1     | Amerika  | Caio dos Santos Brasilien Odane Skeen Jamaika Najee Glass Vereinigte Staaten Luguelín Santos Dominikanische Republik |
| 2     | Europa   | David Bolarinwa Vereinigtes Königreich Tomasz Kluczyński Polen Marco Lorenzi Italien Nikita Uglow Russland           |
| 3     | Ozeanien | Lepani Naivalu Fidschi John Rivan Papua-Neuguinea Nicholas Hough Australien Raheen Williams Australien               |

### Moderner Fünfkampf
Im Modernen Fünfkampf wurde ein Mixed-Wettbewerb mit Zweierteams durchgeführt, je ein Mädchen und ein Junge bildeten ein Team. Dabei kamen die Athleten stets aus unterschiedlichen Ländern, mit einer Ausnahme: Gloria Tocchi und Andrea Micalizzi aus Italien bildeten das einzige Team, deren Athleten aus demselben Land kamen. Wie auch in den Einzelwettbewerben wurde dabei auf das Reiten verzichtet.
| Platz | Athlet                                                    |
| ----- | --------------------------------------------------------- |
| 1     | Anastassija Spas Ukraine Ilja Schugarow Russland          |
| 2     | Zhu Wenjing Volksrepublik China Kim Dae-beom Südkorea     |
| 3     | Gulnas Gubaidullina Russland Lukas Kontrimavičius Litauen |

Der Deutsche Eric Kruger wurde, zusammen mit der Mexikanerin Tamara Vega, Fünfter. Franziska Hanko, ebenfalls aus Deutschland, und ihr polnischer Partner Karol Dziudziek wurden Elfte.

### Reiten
Neben den Einzelwettbewerben im Springreiten fand auch ein Mannschaftswettbewerb statt. Sechs kontinentale Teams gingen mit je fünf Reitern ins Rennen.
| Platz | Team         | Athlet |
| ----- | ------------ | --- |
| 1     | Europa       | Martin Fuchs Schweiz auf Midnight Mist Wojciech Dahlke Polen auf Travelling Soldior Valentina Isoardi Italien auf Alloria Thomas Carian Scudamore Vereinigtes Königreich auf Mighty McGyver Nicola Philippaerts Belgien auf Gippsland Girl |
| 2     | Australasien | Lai Zin-man Hongkong auf Butterfly Kisses Jake Lambert Neuseeland auf Le Lucky Xu Zhengyang Volksrepublik China auf Foxdale Villarni Sultan al-Tooqi Oman auf Joondooree Farms Thomas McDermott Australien auf Hugo                        |
| 3     | Afrika       | Yara Hanssen Simbabwe auf Ap Akermanis Zakaria Hamici Algerien auf Aph Mr Sheen Abduladim Mlitan Libanon auf Belcam Hinnerk Mohamed Abdalla Ägypten auf Buzzword Samantha McIntosh Südafrika auf Little Miss Sunshine                      |

### Tennis
Bei den Doppel-Wettbewerben traten sowohl Duos aus unterschiedlichen Ländern an, als auch Spieler desselben Landes. Gewann ein gemischtes Team eine Medaille, wurde sie im Medaillenspiegel den gemischten Mannschaften zugerechnet, nicht jedoch den Nationen der Spieler – anders als bei Teams, bei der beide Spieler aus demselben Land kommen.
Bei den Mädchen war ein „gemischtes Doppel“ erfolgreich: An-Sophie Mestach aus Belgien und Tímea Babos aus Ungarn gewannen die Bronzemedaille hinter den Teams aus China und der Slowakei. Die Deutsche Anna-Lena Friedsam trat zusammen mit der Serbin Doroteja Erić an, schied jedoch in der 1. Runde aus.
Bei den Jungen gewann das Doppel aus Jiří Veselý aus Tschechien und Oliver Golding aus Großbritannien die Goldmedaille vor den Doppeln aus Russland und der Slowakei. Die Deutschen Peter Heller und Kevin Krawietz traten gemeinsam an, scheiterten jedoch in der 1. Runde.

### Tischtennis
Im Tischtennis wurde ein Mixed-Turnier ausgetragen, bei der je ein Mädchen und ein Junge ein Team bildeten. Diese konnten sowohl aus demselben Land als auch aus unterschiedlichen Nationen kommen.
Das Team aus Japan gewann Gold vor Südkorea. Bronze ging an das Duo aus Gu Yuting (China) und Adem Hmam (Tunesien). Anders als bei den anderen beiden Paaren flossen ihre Medaillen nicht in den Medaillenspiegel ihrer Nationen ein. Der Österreicher Stefan Leitgeb ging mit der Slowenin Alekseja Galič ins Rennen, schied jedoch in der Gruppenphase aus.

### Triathlon
Im Mixed-Wettbewerb traten fünfzehn Viererteams (fünf aus Europa, vier aus Amerika, drei aus Asien, eines aus Ozeanien sowie zwei Teams ohne kontinentale Bindung) aus jeweils zwei Mädchen und zwei Jungen an. Die Zeiten der einzelnen Athleten wurden aufaddiert und ergaben das Gesamtergebnis, welches über die Medaillen entschied.
| Platz | Team      | Athleten |
| ----- | --------- | --- |
| 1     | Europa 1  | Eszter Dudás Ungarn Miguel Fernandes Valente Portugal Fanny Beisaron Israel Alois Knabl Österreich                 |
| 2     | Ozeanien  | Ellie Salthouse Australien Michael Gosman Australien Maddie Dillon Neuseeland Aaron Barclay Neuseeland             |
| 3     | Amerika 1 | Kelly Whitley Vereinigte Staaten Kevin McDowell Vereinigte Staaten Adriana Barraza Mexiko Lautaro Díaz Argentinien |

Die Deutsche Marlene Gomez-Islinger belegte mit dem Team Europa 2 den vierten Platz, Tobias Klesen wurde im Team Europa 3 Sechster.